# Röplabda a 2007. évi nyári európai ifjúsági olimpiai fesztiválon
A 2007. évi nyári európai ifjúsági olimpiai fesztiválon a kosárlabda mérkőzéseket július 23. és 27. között rendezték Belgrádban. A fesztiválon csak női válogatottaknak rendeztek versenyt.

## Érmesek
| A 2007. évi nyári európai ifjúsági olimpiai fesztivál érmesei női röplabdában | A 2007. évi nyári európai ifjúsági olimpiai fesztivál érmesei női röplabdában | A 2007. évi nyári európai ifjúsági olimpiai fesztivál érmesei női röplabdában | A 2007. évi nyári európai ifjúsági olimpiai fesztivál érmesei női röplabdában |
| ----------------------------------------------------------------------------- | ----------------------------------------------------------------------------- | ----------------------------------------------------------------------------- | ----------------------------------------------------------------------------- |
| Arany                                                                         | Ezüst                                                                         | Bronz                                                                         |                                                                               |
| Belgium                                                                       | Szerbia                                                                       | Törökország                                                                   |                                                                               |

## Csoportkör

### A csoport
|             |      | Mérkőzések | Mérkőzések | Szettek | Szettek | Szettek | Pontok | Pontok | Pontok |
| Csapat      | Pont | Gy         | V          | Sz+     | Sz–     | SzA     | P+     | P–     | PA     |
| ----------- | ---- | ---------- | ---------- | ------- | ------- | ------- | ------ | ------ | ------ |
| Törökország | 6    | 3          | 0          | 9       | 0       | Max.    | 225    | 149    | 1,510  |
| Olaszország | 5    | 2          | 1          | 6       | 3       | 2       | 204    | 195    | 1,046  |
| Finnország  | 4    | 1          | 2          | 3       | 7       | 0,428   | 222    | 241    | 0,921  |
| Ukrajna     | 3    | 0          | 3          | 1       | 9       | 0,111   | 184    | 250    | 0,736  |

| 2007. július 23. | Törökország           | 3–0 | Ukrajna | Belgrád |
| 2007. július 23. | (25–12, 25–14, 25–11) |     |         | Belgrád |

| 2007. július 23. | Olaszország           | 3–0 | Finnország | Belgrád |
| 2007. július 23. | (25–22, 25–17, 26–24) |     |            | Belgrád |

| 2007. július 24. | Törökország           | 3–0 | Olaszország | Belgrád |
| 2007. július 24. | (25–17, 25–13, 25–23) |     |             | Belgrád |

| 2007. július 24. | Finnország                   | 3–1 | Ukrajna | Belgrád |
| 2007. július 24. | (25–23, 25–22, 25–27, 25–18) |     |         | Belgrád |

| 2007. július 25. | Törökország           | 3–0 | Finnország | Belgrád |
| 2007. július 25. | (25–21, 25–18, 25–20) |     |            | Belgrád |

| 2007. július 25. | Olaszország           | 3–0 | Ukrajna | Belgrád |
| 2007. július 25. | (25–21, 25–17, 25–19) |     |         | Belgrád |

### B csoport
|               |      | Mérkőzések | Mérkőzések | Szettek | Szettek | Szettek | Pontok | Pontok | Pontok |
| Csapat        | Pont | Gy         | V          | Sz+     | Sz–     | SzA     | P+     | P–     | PA     |
| ------------- | ---- | ---------- | ---------- | ------- | ------- | ------- | ------ | ------ | ------ |
| Szerbia       | 6    | 3          | 0          | 9       | 0       | Max.    | 226    | 171    | 1,315  |
| Belgium       | 5    | 2          | 1          | 6       | 3       | 2       | 208    | 198    | 1,050  |
| Lengyelország | 4    | 1          | 2          | 3       | 8       | 0,375   | 220    | 242    | 0,909  |
| Horvátország  | 3    | 0          | 3          | 2       | 9       | 0,222   | 222    | 263    | 0,844  |

| 2007. július 23. | Szerbia               | 3–0 | Belgium | Belgrád |
| 2007. július 23. | (25–21, 25–17, 25–20) |     |         | Belgrád |

| 2007. július 23. | Lengyelország                      | 3–2 | Horvátország | Belgrád |
| 2007. július 23. | (25–21, 24–26, 23–25, 25–12, 15–8) |     |              | Belgrád |

| 2007. július 24. | Belgium               | 3–0 | Lengyelország | Belgrád |
| 2007. július 24. | (25–10, 25–22, 25–22) |     |               | Belgrád |

| 2007. július 24. | Szerbia               | 3–0 | Horvátország | Belgrád |
| 2007. július 24. | (25–21, 25–16, 26–24) |     |              | Belgrád |

| 2007. július 25. | Belgium               | 3–0 | Horvátország | Belgrád |
| 2007. július 25. | (25–23, 25–23, 25–23) |     |              | Belgrád |

| 2007. július 25. | Szerbia               | 3–0 | Lengyelország | Belgrád |
| 2007. július 25. | (25–11, 25–20, 25–21) |     |               | Belgrád |

## Az 5–8. helyért
| 2007. július 26. | Horvátország          | 3–0 | Finnország | Belgrád |
| 2007. július 26. | (25–22, 25–23, 25–18) |     |            | Belgrád |

| 2007. július 26. | Lengyelország         | 3–0 | Ukrajna | Belgrád |
| 2007. július 26. | (25–19, 25–20, 25–22) |     |         | Belgrád |

### A 7. helyért
| 2007. július 27. | Finnország                   | 3–1 | Ukrajna | Belgrád |
| 2007. július 27. | (25–18, 25–18, 24–26, 25–20) |     |         | Belgrád |

### Az 5. helyért
| 2007. július 27. | Lengyelország         | 3–0 | Horvátország | Belgrád |
| 2007. július 27. | (25–18, 25–23, 25–23) |     |              | Belgrád |

## Elődöntők
| 2007. július 26. | Törökország                         | 2–3 | Belgium | Belgrád |
| 2007. július 26. | (25–20, 20–25, 25–18, 24–26, 11–15) |     |         | Belgrád |

| 2007. július 26. | Olaszország           | 0–3 | Szerbia | Belgrád |
| 2007. július 26. | (11–25, 20–25, 21–25) |     |         | Belgrád |

## Bronzmérkőzés
| 2007. július 27. | Törökország                  | 3–1 | Olaszország | Belgrád |
| 2007. július 27. | (23–25, 25–12, 25–12, 25–22) |     |             | Belgrád |

## Döntő
| 2007. július 27. | Belgium               | 3–0 | Szerbia | Belgrád |
| 2007. július 27. | (25–23, 25–22, 25–22) |     |         | Belgrád |

## Végeredmény
| Helyezés | Csapat        |
| -------- | ------------- |
| Arany    | Belgium       |
| Ezüst    | Szerbia       |
| Bronz    | Törökország   |
| 4.       | Olaszország   |
| 5.       | Lengyelország |
| 6.       | Horvátország  |
| 7.       | Finnország    |
| 8.       | Ukrajna       |